# Касича (Констанца)
Касича (рум. Casicea) насеље је у Румунији у округу Констанца у општини Амзача. Oпштина се налази на надморској висини од 75 m.

## Становништво
Према подацима из 2002. године у насељу је живело 432 становника.

### Попис2002.
| Расподела становништва по националности 2002.‍ | Расподела становништва по националности 2002.‍ | Расподела становништва по националности 2002.‍ | Расподела становништва по националности 2002.‍ | Расподела становништва по националности 2002.‍ |
| --------------------------------------------- | --------------------------------------------- | --------------------------------------------- | --------------------------------------------- | --------------------------------------------- |
|                                               |                                               |                                               |                                               |                                               |
| Румуни                                        | Румуни                                        |                                               | 406                                           | 94,2%                                         |
| Турци                                         | Турци                                         |                                               | 7                                             | 1,6%                                          |
| Татари                                        | Татари                                        |                                               | 18                                            | 4,2%                                          |